# Psychomyia anaksusuan
Psychomyia anaksusuan är en nattsländeart som beskrevs av Malicky 1995. Psychomyia anaksusuan ingår i släktet Psychomyia och familjen tunnelnattsländor. Inga underarter finns listade i Catalogue of Life.